# Anorena hyrtacides
Anorena hyrtacides là một loài bướm đêm trong họ Noctuidae.